# 2-04-19

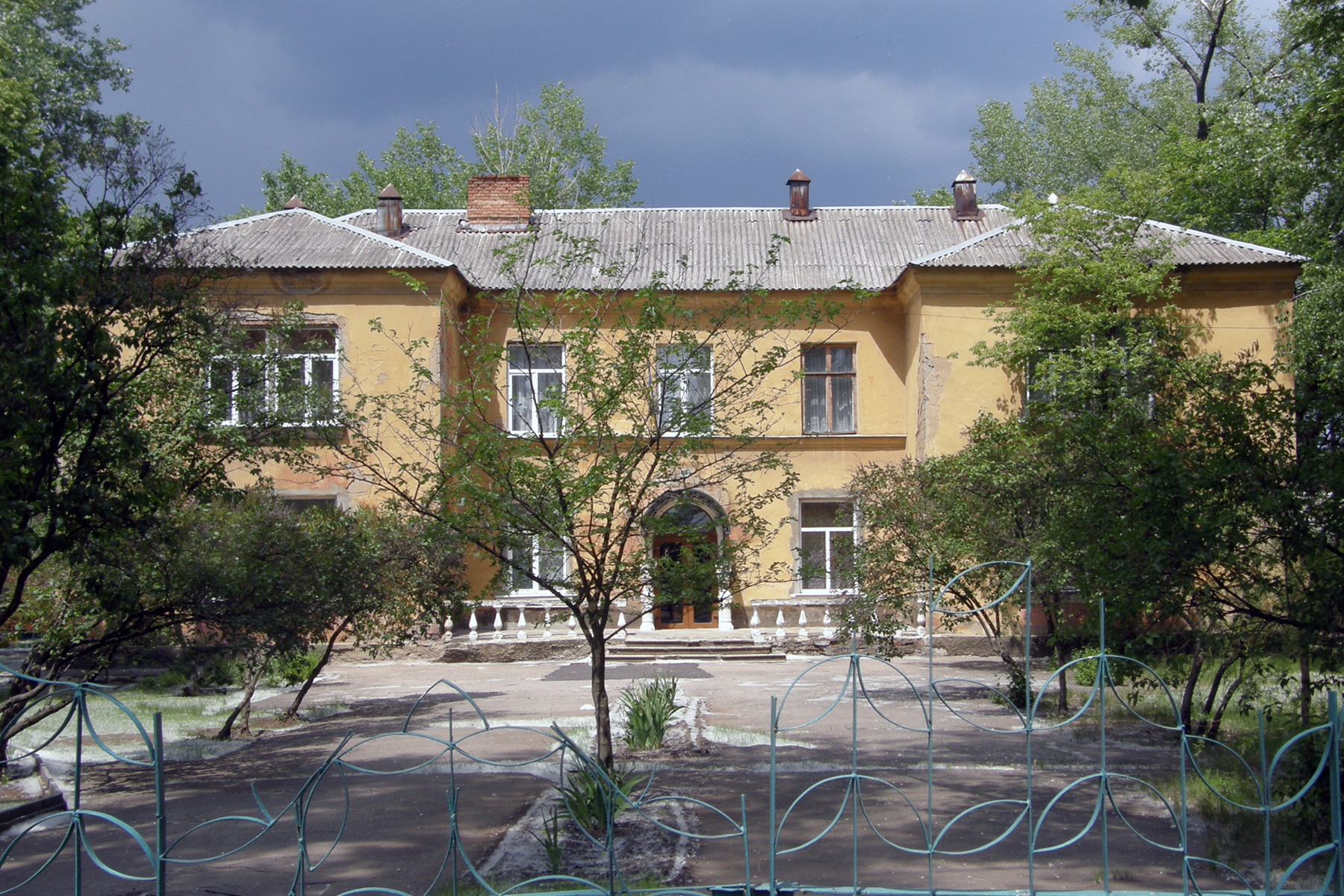
Слов'янськ, дитячий садок № 33

№ 333, пізніше 2-04-19 — типовий проєкт дитячого садка на 100 місць, архітектор А. М. Лобода. Розроблений на основі проєкту 2-04-17 (№ 273). Будівлі за проєктом зведені в Росії й Україні.
Являє собою цегляну двоповерхову будівлю з П-подібним пляном. Розміри разом із ґанком 26,2×13,5 м. Всі фасади симетричні. З боку курдонеру на крилах по 2 вікна на поверсі, в курдонері 3 вікна, на першому поверсі вхід. На коротких фасадах по 4 вікна на поверсі, згруповані по 2. На іншій довгій фасаді 12 вікон, 10 середніх з яких згруповані по 2, на першому поверсі другий вхід.